# Hucknall
Hucknall – miasto w Wielkiej Brytanii, w Anglii w hrabstwie Nottinghamshire, w dystrykcie Ashfield, dawniej miasto górnicze. W mieście odbył się urządzony przez Rolls-Royce pierwszy pokaz samolotu startującego pionowo. Miasto liczy 29 100 mieszkańców.

## Historia
W średniowieczu miasto było ośrodkiem handlowym i w tej formie przetrwało aż do XIX wieku, kiedy w pobliżu odkryto złoża węgla kamiennego. Prestiż miasta podniosło wybudowanie w połowie wieku linii kolejowej. 
W okresie II wojny światowej w Hucknall znajdowała się 25 (Polska) Szkoła Pilotażu Początkowego (ang. 25 (Polish) Elementary Flying School), szkoląca pilotów Polskich Sił Powietrznych w Wielkiej Brytanii. 

## Przemysł
Początkowo głównym przemysłem miasta było tkactwo. Hucknall było miastem górniczym w latach 1861–1986. W roku 1916 wybudowano lotnisko, które stało się bazą RAF. Podczas II wojny światowej lotnisko było miejscem startu pierwszego samolotu P-51 Mustang z silnikiem Rolls Royce'a.